# شهادة الدكتور مابوس
شهادة الدكتور مابوس (بالإنجليزية: The Testament of Dr. Mabuse)‏ هو فيلم جريمة تم إنتاجه في ألمانيا وصدر في سنة 1933. الفيلم من إخراج فريتس لانغ وكتابة فريتس لانغ. من بطولة رودولف كلاين-روج وأوتو فيرنيك وأوسكار بيرغي سينير. وغوستاف دايزل.

## القصة
تجتاج موجة جرائهم المدينة وكل الدلائل تشير إلى الدكتور مابوس هو الفاعل على الرغم من أن الأخير محبوس في مصحة نفسية منذ عقد من الزمن.

## روابط خارجية
- شهادة الدكتور مابوس على موقع IMDb (الإنجليزية)
- شهادة الدكتور مابوس على موقع الموسوعة البريطانية (الإنجليزية)
- شهادة الدكتور مابوس على موقع روتن توميتوز (الإنجليزية)
- شهادة الدكتور مابوس على موقع نتفليكس (الإنجليزية)
- شهادة الدكتور مابوس على موقع ألو سيني (الفرنسية)
- شهادة الدكتور مابوس على موقع Turner Classic Movies (الإنجليزية)
- شهادة الدكتور مابوس على موقع أول موفي (الإنجليزية)
- شهادة الدكتور مابوس على موقع فيلمافينيتي (الإسبانية)
- شهادة الدكتور مابوس على موقع قاعدة بيانات الأفلام السويدية (السويدية)
- شهادة الدكتور مابوس على موقع قاعدة بيانات الفيلم (الإنجليزية)

 (German-language version) (French-language version)